# 空想的機械們裡破壞的發明
《空想的機械們裡破壞的發明》為由日本動畫導演庵野秀明執導、於吉卜力美術館在2002年至2004年期間公開的動畫短片。

## 概要
故事為一群浮游戰艦、地底戰車、機動步兵等虛構兵器的大戰爭，最後彼此在巨大爆炸的情況下一同毀滅。劇情中無任何人類角色登場。

## 配音人員
- 旁白：平淑惠

## 製作群
- 導演・原作・腳本：庵野秀明
- 企劃：宮崎駿
- 製作人：鈴木敏夫
- 原畫：山下明彦
- 畫面檢查：村田康人
- 動畫：富田浩章、小林幸洋、長部州太、白石亞由美、山浦由加里、佐伯忍、金子由紀江、下平啟介、中里舞、矢野守彦、中西雅美、菅原隆人、谷平久美子、田名部節也、錦見樂
- 美術：武重洋二
- Harmony畫面處理：高屋法子
- 色彩設計・主要檢查：三笠修
- 指定補色：山崎紀代美
- 掃瞄‧塗色：垣田由紀子、飯島弘志、内田龍司、横山由妃、清水亞紀子、南城久美、齊藤美智子、大藏芙美乃、桐生春奈、川又史惠、宮地志保美
- 攝影導演：高橋賢太郎
- 數位攝影：那須信司・鳥山將司・佐藤勝史・木村俊也・福島敏行
- 特殊效果：原豊彦
- 背景掃瞄・色彩調整：奥井敦、田順二、高橋、田村淳
- 電腦CG：片塰滿則、輕部優、内進、泉津井陽一
- 音樂：久石讓
- 音響製作：KiKi
- 音樂製作：稻城和實
- 錄音師：林和弘
- 整音：井上秀司
- 效果：野口透
- 錄音點：東京 Television Center
- AVID編集：古城環
- 映像編集：瀨山武司
- 製作負責：渡邊宏行
- 製作部：神村篤、望月雄一郎
- 製作進行：居村健治、齋藤純也
- 編集負責：津司紀子
- 製作協力：高橋PRODUCTION、T2 Studio、GAINAX、Anime TOROTORO、中村PRODUCTION
- 畫面製作：IMAGICA
- 色彩修正：平林弘明
- 動畫錄製：豊谷慎吾、柴田祐男、本間政弘
- 色彩管理系統：遠藤浩平
- GALETTE TM：山井哲也
- 櫃台業務：志村由布子
- Rapo・Management：川又武久